# Crinitzberg
Crinitzberg er en kommune i Landkreis Zwickau i den tyske delstat Sachsen, med byerne Bärenwalde, Lauterhofen og Obercrinitz .

## Beliggenhed
Schneeberg ligger 10 km mod nordøst, Reichenbach 16 km mod vest og Zwickau 19 km mod nord.